# Les grandes personnes – De vuxna
Les grandes personnes – De vuxna är en svensk-fransk film från 2008, regisserad av Anna Novion.

## Handling
Den franska ensamstående pappan Albert tar varje år med sin dotter Jeanne till ett nytt land. Detta år ska de bo på en ö vid Sveriges västkust, och fira Jeannes 18-årsdag. Komplikationer uppkommer dock. Det visar sig att huset Albert hyrt redan är bebott av två kvinnor de aldrig sett förut; Christine och Annika. Alla fyra tvingas bo med varandra och relationen mellan Albert och Jeanne blir hotad.

## Om filmen
Filmen är regissören Anna Novions långfilmsdebut. Den är helt inspelad i Sverige, i orterna Svanesund och Mollösund på Orust, Torp samt Lysekil. Filmen hade Sverigepremiär den 5 december 2008.

### Rollista
| Jean-Pierre Darroussin | – Albert    |
| Anaïs Demoustier       | – Jeanne    |
| Judith Henry           | – Christine |
| Lia Boysen             | – Annika    |
| Jakob Eklund           | – Per       |
| Björn Granath          | – Prästen   |
| Anastasios Soulis      | – Magnus    |
| Björn Gustafsson       | – Johan     |